# Kppp
Kppp (KDE Point-to-Point Protocol) – frontend dla pppd. Jest częścią pakietu KDENetwork. 

## Funkcje programu
- Zarządzanie rachunkami telefonicznymi
- Konfiguracja sieci: DNS, adres IP itp.
- Ustawienia modemu
- Wykresy odebranych i wysłanych pakietów podczas połączenia